# Косівська регіональна організація Національної спілки художників України
Косівська регіональна організація Національної спілки художників України — об'єднання майстрів декоративно-прикладного мистецтва, художників-живописців, мистецтвознавців Косова. До її складу входить 55 митців.

## Історія створення
Розквіт народотворчості в період з середини XIX ст. і до середини ХХ ст. дав змогу відкрити Європі оригінальне мистецтво гуцулів, сформувати на Косівщині унікальне середовище, в якому викристалізувався талант цілої плеяди народних майстрів з родин Шкрібляків, Корпанюків, Тонюків, Кіщуків, Рощиб'юків і багато інших. Як наслідок, в 1945—1947 роках таких відомих косівських майстрів: М. Ф. Кіщука, М. П. Тимківа, М. П. Кабина, В. І. Кабина, М. М. Медвідчука, М. М. Бернацького було прийнято в члени Спілки художників. Саме ця група різьбарів заснувала першу на Прикарпатті Косівську міську організацію Спілки художників. Згодом ця організація об'єднала багатьох прогресивних художників Станіславської /нині Івано-Франківської/ області. Тому, в 1957 році в м. Косові були скликані збори членів Спілки художників з всього Прикарпаття, у яких взяли участь народні художники з Києва Д. Ф. Головко та С. Г. Колос. Збори, які на основі Косівської організації створили Обласну організацію Спілки художників з центром в м. Косові.
Вже через рік, з ініціативи косів'ян в місті створюються перші на Прикарпатті художньо-виробничі майстерні. Поступово підприємство розширюється, розбудовується, і до 1980 року сформовується в потужне підприємство Спілки художників — художньо-виробничий комбінат, де в 1980 році працювало понад 50 членів Спілки художників України та біля 800 атестованих майстрів народного мистецтва.
Тому, враховуючи значимість, мистецькі традиції і творчо-виробничу діяльність членів Спілки художників з Косівщини, Спілка художників колишнього Радянського Союзу та її республіканська організація прийняли в 1990 році рішення про створення Косівської регіональної організації Спілки художників.
Завдяки активній, цілеспрямованій діяльності Косівської регіональної організації Національної Спілки художників України, було створено умови для творчої праці, професійного зростання сотень народних майстрів та художників декоративно-прикладного мистецтва, експонування їхніх творів на численних міжнародних, республіканських виставках. Ціла плеяда майстрів змогла на повну силу розкрити свій талант та досягти високих мистецьких вершин в різноманітних видах народного мистецтва. Зокрема, широкому загалу шанувальників українського мистецтва стали відомі творчі доробки таких майстрів, як: лауреата Державної премії ім. Т.Шевченка Ганни Василащук; Заслужених майстрів народної творчості України: Ганни Герасимович, Юрія, Семена, Василя Корпанюків, Івана Балагурака, Дмитра Шкрібляка, Івана Грималюка, Павлини Цвілик, Надії Вербівської, Параски Борук.

## Сучасність
На даний час в Косівській регіональній організації Національної Спілки художників України нараховується понад 60 митців. В тому числі: 10 Заслужених майстрів народної творчості України, 2 Заслужених художників України, 5 лауреатів мистецької премії ім. К.Білокур, 5 кандидатів мистецтвознавства. Митці організації свято бережуть та примножують доробок своїх славних попередників — Шкрібляків — Корпанюків з с. Яворова, Тонюків з с. Річки, Рощиб'юків, Ціликів з м. Косова й інших.
Переживши надзвичайно складні роки останнього десятиліття ХХ і перші роки ХХІ століть, Косівська регіональна організація Національної Спілки художників України зуміла зберегти творчий потенціал та виробничі потужності свого підприємства — художньо-виробничого комбінату, творчих майстерень кераміків, майнового комплексу в цілому.
Саме тут продовжує горіти невмируща ватра творення майстрів Гуцульщини.